# Hestiaula rhodacris
Hestiaula rhodacris är en fjärilsart som beskrevs av Edward Meyrick 1892. Hestiaula rhodacris ingår i släktet Hestiaula och familjen bronsmalar. Inga underarter finns listade i Catalogue of Life.